# Tercer Partido Nacionalista
El Tercer Partido Nacionalista (TPN) fue un partido político panameño nacionalista radical que existió entre 1959 y 1981. Sus fundadores fueron Aquilino Boyd y Gilberto Arias Guardia (hijo de Harmodio Arias Madrid).
Durante la década de 1950, Aquilino Boyd era un líder prominente de la Coalición Patriótica Nacional y fue Ministro de Relaciones Exteriores de Panamá entre 1956 y 1958. En 1958, Boyd abandona la coalición por diferencias con el presidente Ernesto de la Guardia. Arias Guardia también apoyó en su momento a Ernesto de la Guardia y fue Ministro de Finanzas entre 1957 y 1958.
Boyd comenzó con un movimiento en contra de la Zona del Canal de Panamá, administrado en ese momento por los Estados Unidos, y se unió a la coalición del Partido Liberal Nacional rumbo a las elecciones de 1960 que postuló como candidato presidencial a Roberto F. Chiari, por su agenda nacionalista. En las elecciones de 1960, el TPN recibió 16.068 votos (6,65% del total de votos) y ganó siete escaños en la Asamblea Nacional.
Luego de las elecciones, Boyd perdió el liderazgo del partido ante Arias Guardia y la facción de Boyd se separá del TPN para fundar el Partido Nacionalista y se alineó con el Partido Liberal Nacional en las elecciones de 1964, mientras que el TPN se alineó con la Coalición Patriótica Nacional. En las elecciones de 1964 el TPN recibió 11.442 votos (un 3,61% del total) y cuatro diputados a la Asamblea Nacional.
En las elecciones de 1968 el TPN se alió con la coalición de Unión Nacional liderado por Arnulfo Arias. En esa ocasión el TPN recibió unos 10.475 votos (3,27% del total).
Luego del golpe de Estado de 1968 que dio inicio al régimen militar, el TPN fue prohibido junto con los otros partidos.
En 1981, el TPN junto con la Coalición Patriótica Nacional, el Movimiento de Liberación Nacional y otras facciones que se separaron del Partido Liberal Nacional y del Partido Republicano, se unieron para conformar el Movimiento Liberal Republicano Nacionalista (Molirena), que se convirtió en un partido opositor al régimen militar. Abraham Pretto, líder del TPN, fue nombrado vicepresidente del Molirena.